# Euphorbia horwoodii
Euphorbia horwoodii là một loài thực vật có hoa trong họ Đại kích. Loài này được S.Carter & Lavranos mô tả khoa học đầu tiên năm 1978.